# Shades of Lace
Shades of Lace eller endast Lace var en amerikansk musikgrupp från Washington D.C. som grundades under 1980-talet. Gruppen bestod av sångarna Vivian Ross, Kathy Merrick och Lisa Frazier. 1987 kom debutsingeln "My Love Is Deep" som nådde tiondeplatsen på amerikanska R&B-listan och genererade uppmärksamhet bland musikjournalister som jämförde Shades of Lace med The Supremes. Ett självbetitlat studioalbum gavs ut via Wing senare samma år och innehöll en blandning av ballader och hiphop-influerade R&B-låtar.

## Tidiga år och karriär
Shades of Lace grundades av Vivian Ross, Kathy Merrick och Lisa Frazier under 1980-talet medan de studerade vid Ellington School of the Arts i hemstaden Washington D.C.. De fick ett skivkontrakt med Wing Records och började arbeta på ett studioalbum med musikproducenterna Ernesto Phillips, Lionel Job och Preston Glass. Den självbetitlade debuten kom 1987 och nådde plats 187 respektive 52 på Billboard 200 och Top R&B/Hip-Hop Albums. Albumet bestod av en blandning lugna ballader och R&B-låtar influerade av hiphop. Shades of Lace uppmärksammades av musikjournalister för deras sångtalang och jämfördes med The Supremes. Albumets huvudsingel "My Love Is Deep" nådde tiondeplatsen på singellistan Hot R&B/Hip-Hop Songs och följdes upp med "Since You Came Over Me" som nådde topp-fyrtio. 
1990 släpptes gruppens andra studioalbum A Little Bit More. De fortsatte sitt samarbete med Job på majoriteten av innehållet, däribland "Why It Gotta Be Like That?" som gavs ut som projektets huvudsingel. A Little Bit More gick dessvärre aldrig in på några listor och blev gruppens sista studioalbum. Medlemmarna har sedan dess arbetat på varsitt håll som bakgrundssångare. Fraiser släppte sin solodebut Heart of Gold i Italien och Japan 2000.

## Diskografi

### Album
| Shades of Lace                                                                     | - Släppt: 14 september 1987 - Skivbolag: Wing - Format: CD, LP | 187 | 52 |
| A Little Bit More                                                                  | - Släppt: 24 mars 1990 - Skivbolag: Wing - Format: CD, LP      | —   | —  |
| "—" betecknar album som inte utgavs i det landet eller som inte gick in på listan. |                                                                |     |    |

### Singlar
| "My Love is Deep"                                                                    | 1987 | 10 | 10 | Shades of Lace    |
| "Since You Came Over Me"                                                             | 1987 | 37 | 38 | Shades of Lace    |
| "Still In Love"                                                                      | 1988 | —  | —  | Shades of Lace    |
| "Why It Gotta Be Like That?"                                                         | 1990 | —  | 37 | A Little Bit More |
| "Come and Get It"                                                                    | 1990 | —  | —  | A Little Bit More |
| "—" betecknar singlar som inte utgavs i det landet eller som inte gick in på listan. |      |    |    |                   |